# Naturpark Maribosøerne
Naturpark Maribosøerne er en dansk dansk  naturpark på Lolland, bestående af søerne omkring Maribo, og områder omkring dem. Søområdet har i alt 1140 hektar vandspejl, og består af de  fire søer Søndersø, Røgbølle Sø, Hejrede Sø og Nørresø, der er omkranset af store skov- og moseområder.

## Landskabet
Landskabet er varierende , og søerne er  omkranset af store skov- og moseområder og dyrkede marker, med herregårdene Søholt, Ulriksdal og Engestofte liggende tæt ved søerne.  Søerne præges af mængder af små bugter og andre uregelmæssige bredder, en form der skyldes deres dannelse i sidste istid. Isens påvirkning præger også det øvrige landskab, idet man i de omgivende landområder finder nogle af Lollands højeste bakker. De er dog ikke højere end lidt over 20 m. I en lille skov syd for Hejrede Sø ligger ikke mindre end 55 høje fra bronzealderen samlet. Søerne er forbundet med hinanden og har kun ét enkelt afløb, nemlig fra Nørresø via Hunsåen til Smålandshavet. Søerne er alle forholdsvis lavvandede og næringsrige.
Søerne kan opleves med turbåden Anemonen der har både non-stop rundture og guidede ture med naturvejleder.
Det meste af området er privatejet, hovedsageligt af de omliggende godser, men Lolland Kommune ejer øerne Hestø, Fruerø og Præstø i Søndersø, og der er offentlig adgang til de tre øer.

## Naturbeskyttelse
Området er en del af Natura 2000-område nr. 177 Maribosøerne, og er både habitatområde og fuglebeskyttelsesområde, og Maribo Vildtreservat lægger begrænsninger i jagten. Et areal på 1195 hektar omkring Maribosøerne blev fredet i  1957.